# 森実芳子
森実 芳子（もりざね よしこ、1948年9月4日 - ）は、福岡県出身の元競泳選手。高校在学中に1964年東京オリンピックに出場、日本代表選手団最年少選手であった。その後は松﨑姓となり、「松﨑ヨシ子」の表記で社会活動をおこなっている。

## 経歴
福岡県朝倉郡杷木町大字久喜宮（現在の朝倉市杷木久喜宮）出身。幼少時より筑後川で水に親しんだという。杷木町立久喜宮小学校、杷木町立杷木中学校（現在の朝倉市立杷木中学校）に学び、競泳で活躍。1964年東京オリンピック前年に水泳候補選手の1人に選ばれた。
高校は筑紫女学園高等学校に進む。筑紫女学園は、田中聡子をはじめ多くの選手を送り出した競泳強豪校であった。高校1年生のとき、1964年東京オリンピックの日本代表選手に選ばれる。木原光知子とともに16歳で、日本の最年少選手であった。200メートル平泳ぎに出場したが、予選通過は果たせなかった。1966年アジア競技大会（バンコク）では女子100m平泳ぎで優勝（アジア新記録）を果たし、女子400mメドレーリレーでも優勝（アジア新記録）した (Swimming at the 1966 Asian Games) 。同年、日本選手権水泳競技大会で女子100m平泳ぎで優勝（日本高校新記録）。
その後、長崎県で教員となり、中学校や特別支援学校で体育を教えたが、けがや事故などからうつ病に陥ったといい、教員を辞職している。一時は水泳からも遠ざかったが、木原光知子に励まされる形で水泳を再開し、社会体育指導者、福祉レクリエーション・ワーカーなどとして活動している。長崎県水泳連盟理事などを務め、2021年には生涯スポーツ功労者として表彰された。

## 備考
- 2014年、久喜宮小学校に顕彰碑が建立された[注釈 1]。